# Pinho (São Pedro do Sul)
Pinho ist eine Gemeinde (Freguesia) im portugiesischen Kreis São Pedro do Sul. In ihr leben 654 Einwohner (Stand 19. April 2021).